# منطقه حفاظت‌شده دریایی

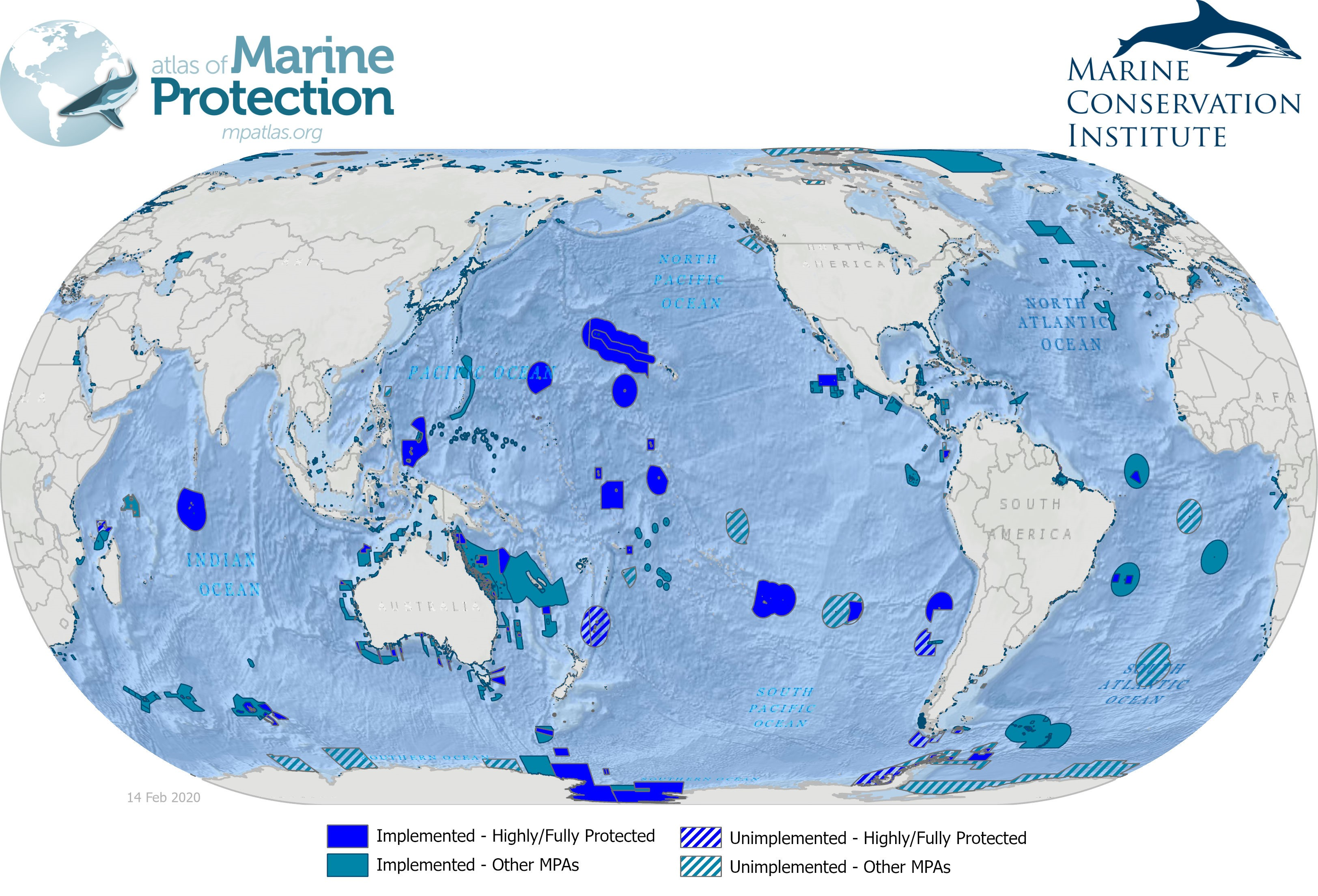
مناطق حفاظت‌شده دریایی در سال ۲۰۲۰ (داده‌های MPAtlas).

مناطق حفاظت‌شده دریایی (به انگلیسی: Marine protected area (MPA)) مناطق حفاظت‌شده دریاها، اقیانوس‌ها، مصب‌ها یا در ایالات متحده، دریاچه‌های بزرگ هستند. این مناطق دریایی می‌توانند به شکل‌های مختلفی از پناهگاه‌های حیات وحش گرفته تا تأسیسات تحقیقاتی وجود داشته باشند. مناطق حفاظت‌شده دریایی فعالیت‌های انسانی را برای هدف‌های حفاظتی محدود می‌کنند، معمولاً برای حفاظت از منابع طبیعی یا فرهنگی. چنین منابع دریایی توسط مقامات محلی، ایالتی، سرزمینی، بومی، منطقه‌ای، ملی یا بین‌المللی حفاظت می‌شوند و بین کشورها تفاوت اساسی دارند. این تنوع شامل محدودیت‌های مختلف در توسعه، شیوه‌های ماهیگیری، فصل ماهیگیری و محدودیت‌های صید، پهلوگیری و ممنوعیت حذف یا مختل کردن زندگی دریایی است. در برخی شرایط (مانند منطقه حفاظت‌شده جزایر فونیکس)، مناطق حفاظت‌شده دریایی همچنین درآمدی را برای کشورها فراهم می‌کنند که به‌طور بالقوه برابر با درآمدی است که در صورت اعطای مجوز به شرکت‌ها برای ماهیگیری خواهند داشت. ارزش مناطق حفاظت‌شده دریایی برای گونه‌های متحرک ناشناخته است.

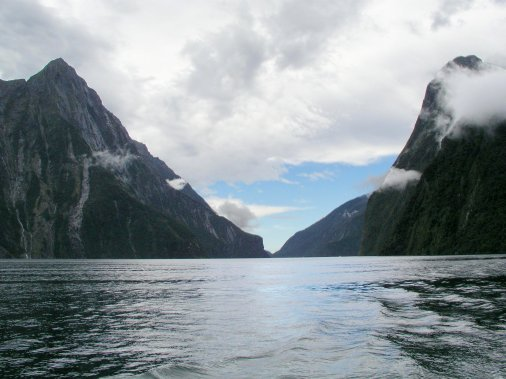
میلفورد ساوند، نیوزلند یک ذخیره‌گاه دریایی دسترسی محدود (رده Ia) است.